# ヘルマン・ホーゲバック
ヘルマン・ホーゲバック（ドイツ語: Hermann Hogeback、1914年8月25日 - 2004年2月15日）は、ドイツの軍人。第二次世界大戦時のドイツ空軍の爆撃機パイロットである。スペイン内戦で100回以上、第二次世界大戦で500回以上の作戦任務に出撃し、柏葉・剣付騎士鉄十字章を授与された。騎士鉄十字章とそれより上位の柏葉・剣付騎士鉄十字章は戦場での卓越した行為や軍事上のリーダーシップを発揮した者に授与された。最後の軍務は、第6爆撃航空団（KG 6）の航空団司令であった。
1914年生まれのホーゲバックは、1934年にヴァイマル共和国軍に入隊して軍務に就き、1935年に空軍へ転籍した。飛行訓練を終え、様々な爆撃機部隊に所属した後でスペイン内戦のコンドル軍団での任務に志願した。第二次世界大戦ではポーランド侵攻、フランス侵攻、ヴェーザー演習作戦、バトル・オブ・ブリテン、クレタ島の戦い、マルタ包囲戦、地中海の戦い、東部戦線、本土防衛といった戦闘に参加した。戦争終結間際にはホーゲバックの爆撃機の無線士、偵察員、銃手といった全搭乗員が騎士鉄十字章を授与されるという珍しい事例が発生した。

## 子供時代、初期の履歴とスペイン内戦
1914年8月25日に当時ドイツ帝国の1州であったオルデンブルク大公国のイダー＝オーバーシュタインで徴税官の息子として生まれたホーゲバックは、1921年からアビトゥーアを取得して卒業した1934年までミュンスターで過ごした。卒業後にカッセルに駐屯するヴァイマル共和国軍の第5師団/第15歩兵連隊/第9中隊に士官候補生として軍務に就いた。士官教育を終えた1年後にホーゲバックは、空軍に転籍してノイルピーン、ルートヴィヒスルスト、ドイチェ・ルフトハンザのR.B.-Streckeといった地でパイロットとしての訓練を受けた。この訓練期間中の1936年6月1日には少尉に昇進した。爆撃機パイロットとしての訓練を終了するとグライフスヴァルト教導航空団/第III飛行隊（III./Lehrgeschwader Greifswald）に配属された。この部隊は1937年4月1日に編成され、後に第1教導航空団/第III飛行隊（III./LG 1）となった。その後ホーゲバックは1938年5月1日に第355爆撃航空団/第II飛行隊（II./Kampfgeschwader 355）へ、同年9月1日には第253爆撃航空団（Kampfgeschwader 253）へと転属した。

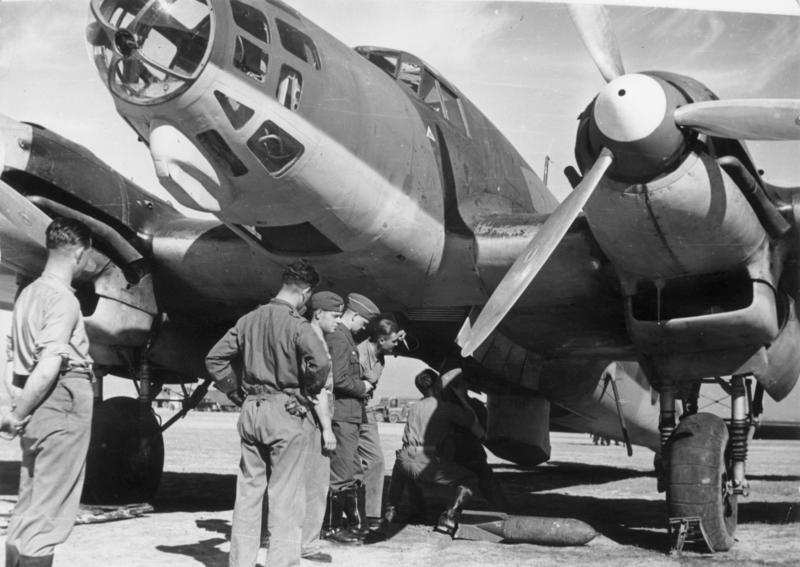
コンドル軍団で使用されるハインケル He 111E

中尉に昇進するとホーゲバックはコンドル軍団 (Legion Condor)での実戦任務に志願し、スペイン内戦で100回以上の作戦に出撃した。コンドル軍団はナショナリスト派を支援するためにスペイン内戦に従軍したドイツ空軍とドイツ陸軍からの志願兵で構成された部隊であった。スペインで第88爆撃飛行隊/第1飛行中隊（1. Kampfgruppe 88）に所属しての最初の出撃でホーゲバックは、共和国派側の対空砲により撃墜された。この作戦はモーラ・デブレとエブロを目標とした攻撃で、乗機の右エンジンが被弾して出火した。サラゴサ＝サンフルホ（Zaragoza-Sanjurjo）へ戻ろうとしたが、その途中で機体を放棄する旨の命令を出さざるを得なくなった。観測員のポッペンハーゲン（Poppenhagen）と航空機関士のヘルマン（Hermann）は何とか脱出したが、通信士のゲルハルト・パヒト（Gerhard Pacht）伍長（Unteroffizier）は負傷していて脱出できなかった。ホーゲバックも脱出したがアンテナと垂直尾翼に身体を打ち付けて頭蓋骨と肺を負傷し、無人地帯に降下して翌日の夜に発見された。1939年6月にスペインでの軍務に対して剣付スペイン十字章金章を授与された。

## 第二次世界大戦
1939年9月に第二次世界大戦が勃発した時にIII./LG 1に所属していたホーゲバックは、He 111を操縦してポーランド侵攻での作戦任務に加わった。その後の1940年初めに同部隊は装備を新しいユンカース Ju 88に改編された。ホーゲバックは更にフランス侵攻の作戦に、1940年夏にはロンドン上空の28回の作戦を含むイギリスとの戦いバトル・オブ・ブリテンに参加した。

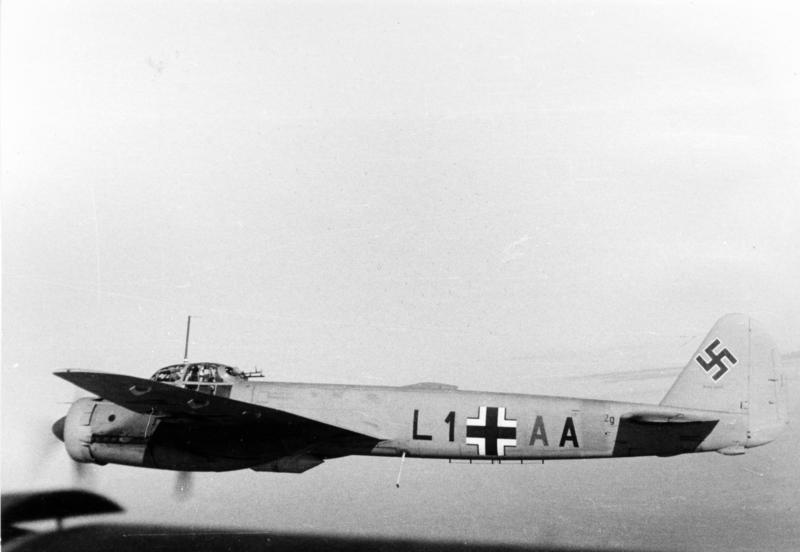
A Ju 88 of LG 1 similar to those flown by Hogeback.

ホーゲバックとIII./LG 1はマルタの戦いでの作戦のためにシシリーへ移動し、1941年1月にホーゲバックは第1教導航空団/第8飛行中隊（8./LG 1）の飛行中隊長に任命され、地中海戦域での初の作戦の一つでは総登録トン数10,000トンの貨物船を撃沈するという戦果を挙げた。同年6月には地中海上空で偵察任務に就いていた乗機のJu 88が12機の英軍戦闘機から攻撃を受けるという事態に陥ったが、空戦の後に敵戦闘機は追撃を止め、この間にホーゲバック機の通信士であるヴィリー・レーネルト軍曹（Feldwebel）は何とか2機の敵機を撃墜した。
163回の出撃回数を達成した後の1941年9月8日にホーゲバックは、北アフリカのデルナでアフリカ航空兵団指導官のシュテファン・フレーリヒ中将の手から騎士鉄十字章を授与された。1943年2月20日には第1教導航空団/第III（爆撃）飛行隊（III.(Kampf)/LG 1）の指揮能力に対してドイツ軍人の192人目の授与者として柏葉付騎士鉄十字章を授与された。授与式は1943年3月初めにヴォルフスシャンツェ（東プロイセンのラステンブルクにある総統大本営）で行われ、ホーゲバックは第121長距離偵察飛行隊（Fernaufklärungs-Gruppe 121）所属のエルヴィン・フィッシャー大尉と共にアドルフ・ヒトラー自身の手から直接勲章を授与された。この授与式でヒトラーは、高位の勲章を授与されるのが最も困難なのは偵察機パイロット、次いで爆撃機パイロット、最後に最も簡単なのは戦闘機部隊から来る「立派な紳士たち」の順だと述べた。その後ヒトラ－は自身の空軍副官であるニコラウス・フォン・ベロウ大佐を伴って彼らをお茶の席に招く前に、爾後この順は変更されるであろうと語った。
1943年8月12日にホーゲバックはヴァルター・シュトルプ大佐の後任として第6爆撃航空団（KG 6）の航空団司令に任命され、1944年5月1日に中佐に昇進した。同年10月18日にKG 6は第27爆撃航空団（KG 27）、第30爆撃航空団（KG 30）、第55爆撃航空団（KG 55）と共に新設の第IX. (J) 航空軍団の隷下に入った。KG 6はその戦闘機的な任務の性格を表して、「Jagd」（戦闘機）を意味する添え字の「"J"」を授けられて今度は第6（戦闘）爆撃航空団（Kampfgeschwader (J) 6：KG(J) 6）という名称となった。ホーゲバックは残存するユンカース Ju 88とユンカース Ju 188全機を他の部隊に引き渡すように命令を受け、その後KG(J) 6は装備をメッサーシュミット Me262ジェット戦闘機に改編するためにプラハへ転出した。
1943年から1945年の間にホーゲバック機のユンカース Ju 88搭乗員達全員が騎士鉄十字章を授与された。これはドイツ空軍の中でも最も高く評価され、これだけの勲章を授与された唯一の同乗搭乗員であった。銃手のギュンター・グラスナー 曹長（Oberfeldwebel）（1940年初めから同乗搭乗員）が1943年12月31日に、通信士のヴィリー・ライネルト曹長（Oberfeldwebel）（Willy Lehnert、1941年から同乗搭乗員）が1944年4月5日に、偵察員のヴィルヘルム・ディップベルガー士官候補生（Fahnenjunker-Oberfeldwebel）（1940年から同乗搭乗員）が1945年1月9日に騎士鉄十字章を授与された。
1945年5月にドイツが降伏するとホーゲバックはアメリカ陸軍の捕虜となり、同年9月に釈放されるまでイギリスのロンドンとフランスのサント＝メール＝エグリーズに収容されていた。
大戦後は法律を学び、自動車産業で働いた。2004年2月15日にニーダーザクセン州のデートリンゲンで死去すると、最高の軍葬の礼を以って埋葬された。

## 受勲
ドイツ国
- 空軍前線飛行章金章・「500」ペナント付[14]
- パイロット兼観測員章 [14]
- Cuff title "Afrika"[14]
- クリミア盾章[14]
- 戦傷章黒章（1939年）[14]
- ドイツ十字章金章（1942年9月24日）：第1教導航空団/第III（爆撃）飛行隊の大尉として[15]
- 鉄十字章（1939年）
  -  二級鉄十字章 （1940年5月20日）[16]
  -  一級鉄十字章 （1940年9月26日）[16]
- 騎士鉄十字章
  -  騎士鉄十字章（1941年9月8日）：第1教導航空団/第8（爆撃）飛行中隊（8.(K)/LG 1）の飛行中隊長の中尉として[17][脚注 4]
  -  柏葉 第192号（1943年2月19日）：第1教導航空団/第III飛行隊（III./LG 1）の飛行隊長の大尉として[18][19]
  -  剣 第125号（1945年1月26日）：第6爆撃航空団（KG 6）の航空団司令の中佐として[18][20]

 スペイン
- 従軍メダル（英語版）（1939年5月4日）[3]
- 軍事メダル（英語版）[14]
- ダイヤモンド剣付スペイン十字章金章（1939年6月6日）[3]

 イタリア王国
- aviator badge[14]

## 参照